# Hombre de armas
El hombre de armas fue un soldado de caballería pesada, que basaba su estrategia en un choque frontal ejecutado con lanzas de ristre. Eran soldados de arnés completo, montados en sillas de bridas sobre potentes caballos encubertados de barda.

## Desarrollo de la caballería pesada en Europa

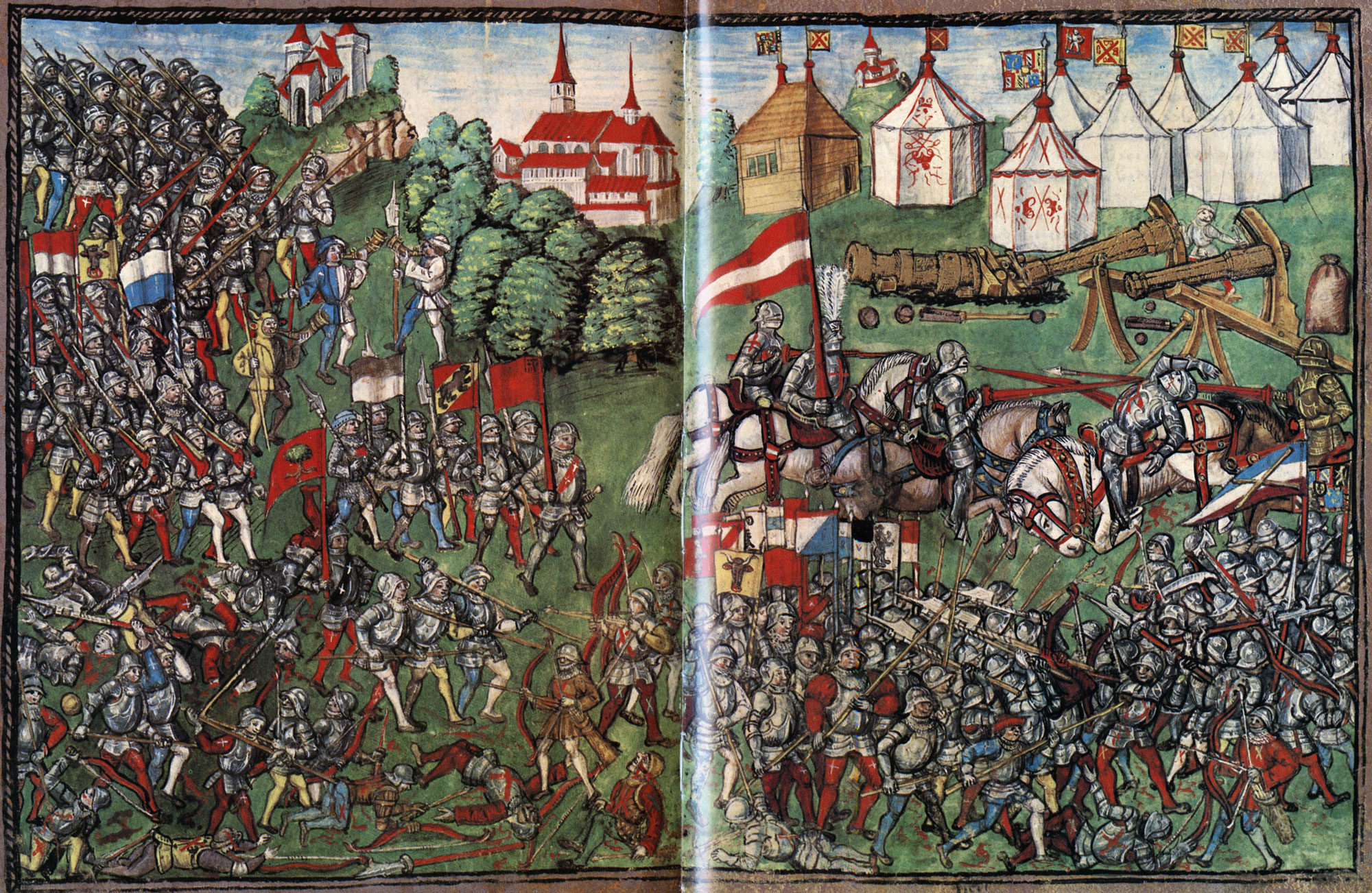
Batalla de Grandson en 1476, durante la guerra de Borgoña. Luzerner Chronik, de Diebold Schilling

Durante el siglo XIV, los caballeros van sustituyendo la cota de malla por una armadura o arnés de planchas de acero, al tiempo que adoptan el ristre, una pieza que, sujetada al peto, permite descansar la lanza en ella y transmitir la energía producida en el choque de la punta de la lanza contra el jinete o la montura contraria al soldado y, mediante una silla de armas o silla de brida, al caballo, lo que posibilitó que el golpe de lanza dejara de darse con el movimiento del brazo y pasara a darse con toda la fuerza generada por el desplazamiento del conjunto de soldado y animal.
En el siglo XV se alcanzó la plenitud en esta tipología de soldado. No obstante, el desarrollo del uso defensivo de cuadros de piqueros primero por parte de los suizos, y sobre todo, el desarrollo de las armas de fuego manuales puestas en acción en conjunción con los cuadros de piqueros, amenazaron la hegemonía del hombre de armas en el campo de batalla, llegando a principios del siglo XVI a ser derrotados indudablemente en campo abierto por infantería armada con armas de fuego actuando ofensivamente.
Durante el siglo XVI se vivió un declinar de este tipo de caballería, llegando en el siglo XVII a sustituirse la lanza por armas de fuego como la pistola, el arcabuz o la carabina, y desapareciendo, por tanto, el hombre de armas.

### Equipamiento

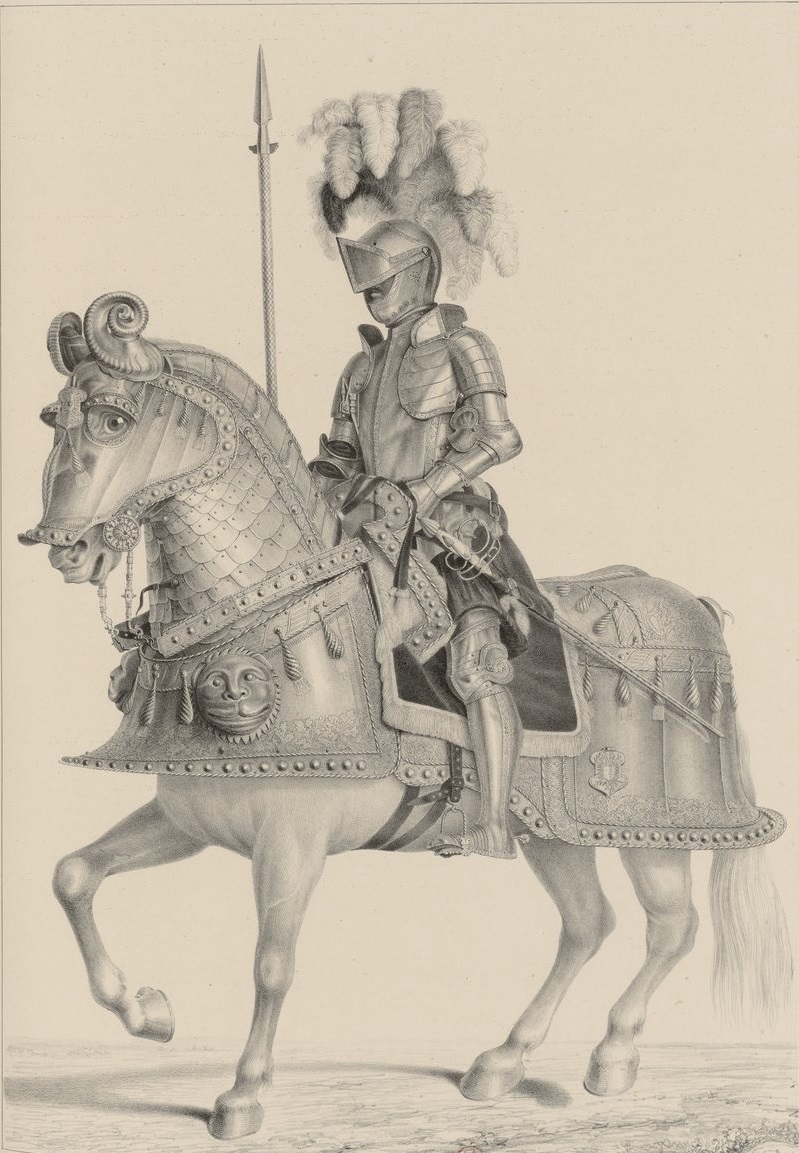
Armadura de Carlos V a caballo, pieza de la Armería Real de España

La armadura del caballero debía ser completa, de los pies a la cabeza. La montura normalmente disponía de bardas metálicas para protección del tórax y cuartos traseros, y una testera, si bien durante el siglo XVI fueron muy frecuentes los caballos sin protección alguna.
Amén del arma, que normalmente se rompía en el choque, el hombre de armas disponía de una espada, de un hacha de guerra o un martillo de guerra y un puñal. A partir de 1540 irían uniendo a su equipamiento uno o dos arcabucillos de arzón o pistoletes.

## Hombres de armas en Europa

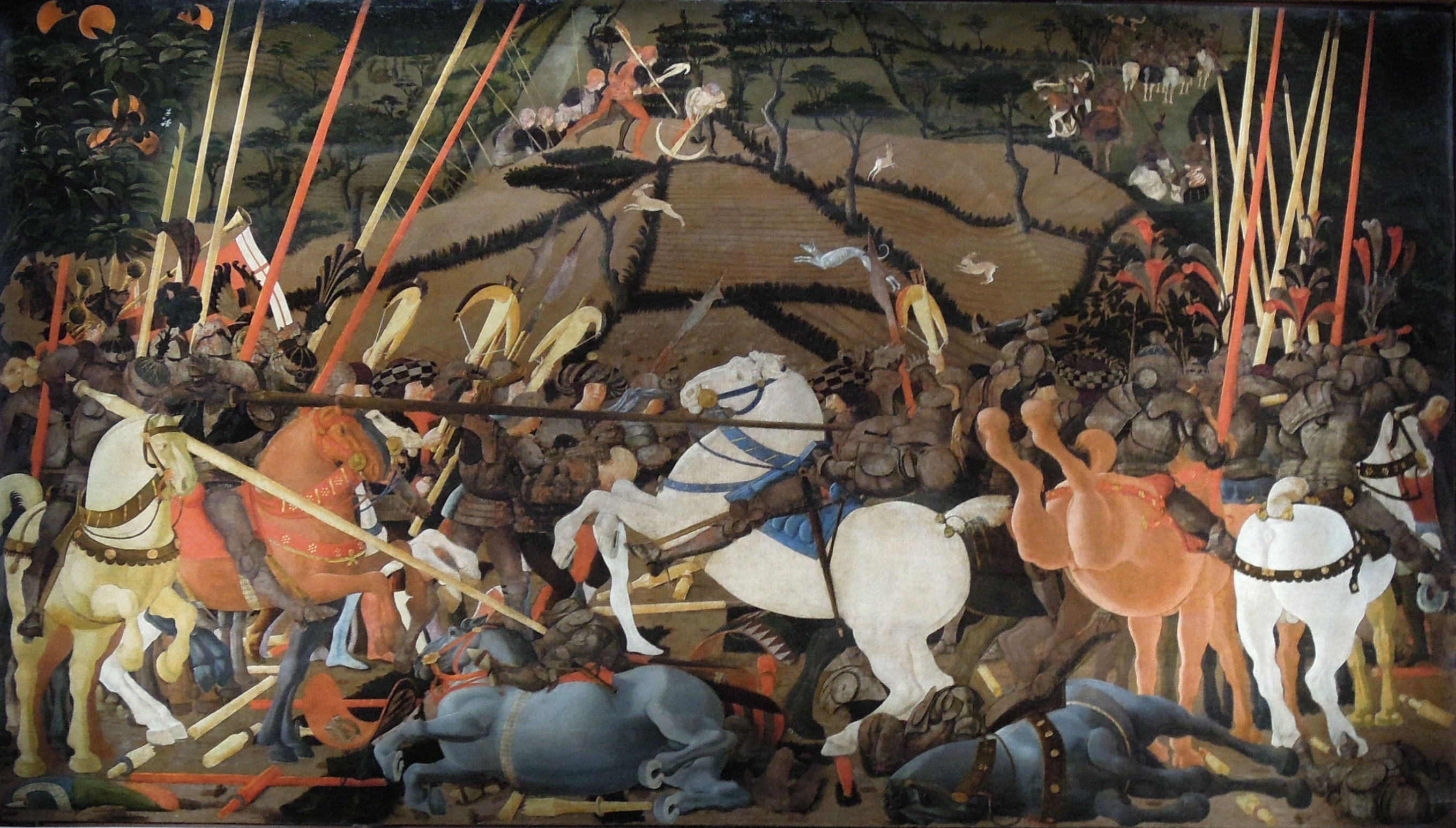
Batalla de San Romano. Victoria sobre Bernardino della Ciarda. Paolo Uccello, 1456

### Caballería francesa
Donde se alcanzó el mayor desarrollo cualitativo y cuantitativo fue en Francia, que durante más de un siglo se destacó por tener la mejor caballería de Europa. Cada lanza— como se denominaba la plaza asentada en la compañía a efectos contables— constaba de un gendarme u hombre de armas, un archer o arquero y un page o paje, combatiendo los dos primeros, y disponiendo de un mínimo de cuatro caballos el conjunto. El paje asistía a su señor portándole las lanzas y monturas de repuesto, mientras que el arquero actuaba como caballería ligera.
Los gentileshombres de la casa del rey disponían, al menos, de seis monturas por cada hombre de armas.

### Caballería borgoñona
Después, equiparadas en calidad, pero no en cantidad, estaban las tropas de los Países Bajos, las denominadas bandes d'ordonnance. Cada homme d'armes disponía de tres caballos de silla: un caballo de batalla y dos caballos, uno para el coutelier, literalmente cuchillero, y otro para su paje. Además contaba, como en el caso francés, de un archer o arquero montado.
Amén de estos caballos de silla, debía disponer de un chevaux de corvée, que portaría las bardas para no fatigar la montura de combate.
Después estaban las tropas de Alemania, Italia, España e Inglaterra, que disponían de monturas dobles o incluso sencillas, en este caso, sin posibilidad de reponer el caballo durante la batalla.

## Hombres de armas en España durante la Reconquista

### Reconquista
Los hombres de armas constituían la mayor parte de la caballería del reino de Castilla junto a los jinetes. Así pues, en el otorgamiento que hicieron las Cortes reunidas en Valladolid para sostener la guerra con los moros del Reino de Granada en el año de 1412, se concedía el dinero necesario para la paga de cinco mil hombres de armas y mil jinetes.
En la propuesta de paz permanente entre las coronas de Castilla, Aragón y el reino de Navarra, se incluían contingentes de armas que cada reino debía aportar a sus expensas para una liga defensiva: 1500, 1000 y 500, respectivamente.

### Corona de Aragón
Tanto en la reconquista, como en los conflictos que la Corona de Aragón tuvo, como por ejemplo, la Guerra Civil Catalana de 1462 a 1472, se emplearon tanto hombres de armas como jinetes.

## Hombres de armas en España tras la reconquista
Tras la reconquista, pasó a ser el principal enemigo el reino de Francia, por lo cual, y dada la calidad de las tropas del rey vecino, se decidió durante el reinado de los Reyes Católicos crear un cuerpo permanente de caballería basado en tropas de esta tipología, dándose lugar a la implantación de las Guardias de Castilla en el año de 1493.